# Amalie Schoppe

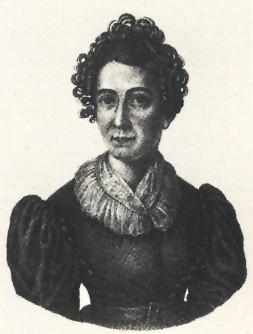
Amalie Schoppe

Emma Sophie Katharina Amalia Schoppe (* 9. Oktober 1791 in Burg auf Fehmarn; † 25. September 1858 in Schenectady, New York, Vereinigte Staaten) war eine deutsche Schriftstellerin, die auch die Pseudonyme Adalbert von Schonen, Amalia und Marie verwendete. Sie ist vornehmlich als Kinder- und Jugendbuchautorin bekannt, verfasste aber auch zahlreiche historische Romane. Ihr Gesamtwerk umfasst 200 Bände.

## Leben
Amalie Weise wurde als Tochter des Arztes Friedrich Wilhelm Weise geboren. Als ihr Vater 1798 verstarb, kam sie zu einem Onkel nach Hamburg, bis die Mutter 1802 eine zweite Ehe mit dem Hamburger Kaufmann Johann Georg Burmeister einging. In ihrer Jugend beschäftigte sich Amalie Schoppe vor allem mit Sprachen und Medizin.
1814 heiratete sie den späteren Juristen Friedrich Heinrich Schoppe, mit dem sie drei Söhne bekam. Nach dem frühen Tod ihres Mannes 1829 sorgte sie durch ihre rege schriftstellerische Tätigkeit für den Unterhalt der Familie. Zeitweilig leitete sie in Hamburg zusammen mit Fanny Tarnow eine Erziehungsanstalt für Mädchen.
Sie war befreundet mit Rosa Maria Assing, Justinus Kerner und Adelbert von Chamisso, nahm sich außerdem des jungen Dichters Friedrich Hebbel an und verschaffte ihm Gönner, die ihm ein Studium ermöglichten. Von 1827 bis 1846 gab sie die Pariser Modeblätter heraus, die auch literarische Beiträge enthielten. Außerdem war sie Mitarbeiterin zahlreicher Zeitschriften und von 1831 bis 1839 Herausgeberin der Jugendzeitschrift Iduna. Von 1842 bis 1845 lebte sie in Jena, dann wieder in Hamburg. Im Jahr 1851 schließlich zog sie zu ihrem Sohn in die USA und starb im Alter von 66 Jahren in Schenectady.
Nach Schoppe wurde der Amalie-Schoppe-Weg in Hamburg-Barmbek-Nord, in Barmstedt und in Burg (Fehmarn) eine Amalie-Schoppe-Straße benannt.

## Werke

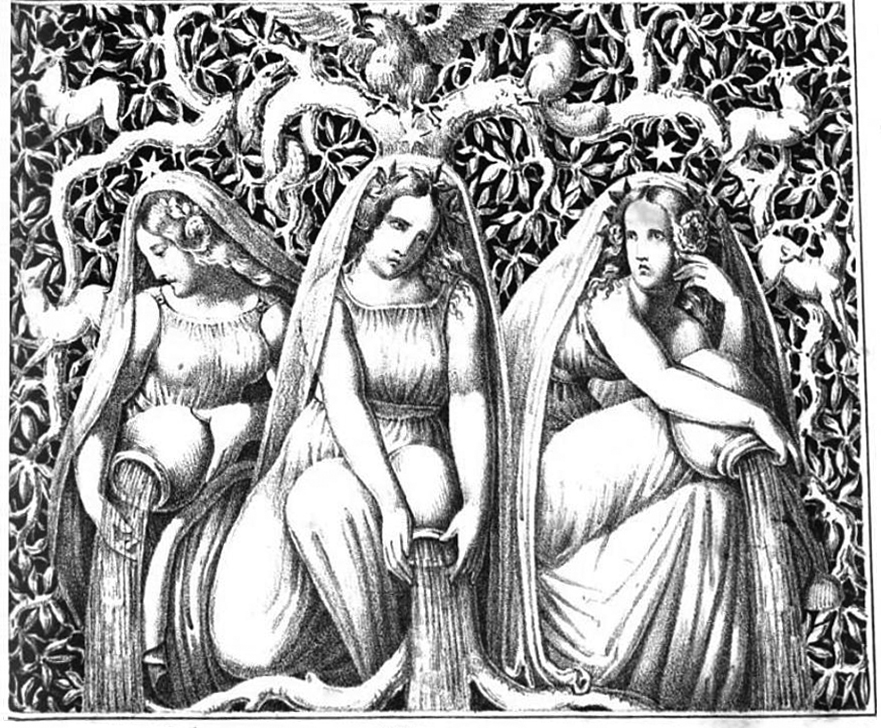
Drei Nornen unter Yggdrasil begießen die Wurzeln des Baumes mit Wasser aus dem Urdbrunnen. Oben auf dem Baum sitzt der namenlose Adler und am Stamm entlang läuft das Eichhörnchen Ratatöskr (aus „Die Helden und Sagen des Nordens oder Das Buch der Sagen“ von Amalia Schoppe, 1832)

- Die Götter des Nordens oder Das Buch der Sagen (1822)
- Abendstunden der Familie Hold (1823)
- Eugenie. Eine Unterhaltungsschrift für die erwachsene weibliche Jugend. E. H. G. Christiani, Berlin 1824, S. 277 (Digitalisat).
- Lebensbilder oder Franziska und Sophie. Roman in Briefen, besonders für Frauen und Jungfrauen. Ernst Klein, Leipzig 1824.
  - Erster Theil (Digitalisat)
  - Zweiter Theil (Digitalisat)
- Die neue Armida. Heinsius’sche Buchhandlung, Leipzig und Gera 1824, S. 271 (Digitalisat).
- Glück aus Leid (Roman, 1825, 2 Bände)
- Schicksals-Wege (historischer Roman, 1825, 3 Bände)
- Die Verwaisten (Roman, 1825, 2 Bände, Digitalisat)
- Antonie oder Liebe und Entsagung (Roman, 1826)
- Die Familie Ehrenstein (Roman, 1826)
- Erzählungen (1826)
- Erzählungen aus der Gegenwart und Vergangenheit (1826)
- Neue Erzählungen und Märchen für Geist und Herz (1826)
- Die Erzählungsabende im Pfarrhause (1826, 2 Bände)
- Die Minen von Pasco (Roman, 3 Bände)
- Angelika Kaufmann (Novelle, 1826)
- Die Winterabende zu Sonnenfels oder Erzählungen für die Jugend (1826)
- Bunte Bilder aus dem Jugendleben in Erzählungen, Märchen und Gesprächen (1827)
- Die Heimatlose (Roman, 2 Bände)
- Iwan oder die Revolution von 1762 in St. Petersburg (historischer Roman, 1827, 2 Bände)
- Leonhard oder Die Verirrungen des Schmerzes (Roman, 1827)
- Frederik und Arabelle oder die Erben von Kilmarnok (historischer Roman, 1827/1828, 2 Bände)
- Die Auswanderer nach Brasilien oder die Hütte am Gigitonhonha; nebst noch andern moralischen und unterhaltenden Erzählungen für die geliebte Jugend von 10 bis 14 Jahren (Berlin 1828, Digitalisat)
- Neue Erzählungsabende der Familie Sonnenfels (1828)
- Der Sang-König Hiarne. Nordlandssage. (Mit 12 Kupferstichen, Heidelberg, Engelmann, 1828)
- Lust und Lehre in unterhaltsamen Märchen und Erzählungen (1828)
- Kleine Märchen-Bibliothek (1828, 2 Bände)
- Olivia oder Die Nebenbuhler (Roman, 1828)
- Wilhelm und Elfriede oder Die glücklichen Tage der Kindheit (1828)
- Waldemar (Roman, 1828/1829, 2 Bände)
- Neue Bilder aus dem Jugendleben (1829)
- Erzählungen der kleinen Hamburgischen Auswanderer (1829)
- Die Pflegemutter und ihre Pflegetöchter (1829)
- Edle Rache. Schön und häßlich oder Die beiden Schwestern (2 Erzählungen, 1829)
- Neue nordische Sagen (1829)
- Sontra oder Seelen- und Sittengemälde für die reifere gebildete weibliche Jugend (1829)
- Asträa oder Heilige Lehren im Gewande der Dichtung. Eine Sammlung moralischer Erzählungen. (1930)
- Der Bildersaal oder Geist und Herz belehrende und erheiternde Erzählungen (1830)
- Leben Elisabeths der Heiligen, Landgräfin von Thüringen. Ein historisches Gemälde aus dem 13. Jahrhundert (1830)
- König Erich XIV. und die Seinen (Historischer Roman, 1830, 2 Bände)
- Fest-Gaben. In moralischen Erzählungen und Märchen (1830)
- Heinrich und Marie oder Die verwaisten Kinder. Eine rührende und belehrende Geschichte. (1830)
- Der kleine Lustgarten oder Belehrende und erheiternde Erzählungen (1830)
- Mathilde oder Liebe über Alles (Roman, 1830)
- Die Helden und Götter des Nordens, oder: Das Buch der Sagen, Berlin 1832 (Digitalisat)
- Marie oder Liebe bilder (Roman, 1832)
- Florindo und Corralina oder Die beiden kleinen Savoyarden (1833)
- Volkssagen und Erzählungen (1833)
- Volkssagen, Märchen und Legenden aus Norddeutschland (1833)
- Briefsteller für Damen (1834)
- Feierstunden oder Märchen und Erzählungen (1834)
- Licht und Schatten oder Bilder und Begebenheiten aus dem Jugendleben (1834)
- Bunte Reihen oder Belehrende und unterhaltende Erzählungen aus der Jugendwelt (1834)
- Rosen und Dornen, gesammelt oder Belehrende und unterhaltende Erzählungen (1834)
- Kleines Schatzkästlein (1835)
- Die beiden kleinen Seiltänzer oder Wunderbare Schicksale zweier Kinder (1835)
- Die Kolonisten (auf Neuholland) (Roman, 1836, 2 Bände)
- Briefsteller für die Jugend (1836)
- Denkblätter aus dem Jugendleben, in lehrreichen Erzählungen und Märchen (1836)
- Erzählungen für meine Töchter (1837)
- Anna Lapukhin (Historischer Roman, 1837, 2 Bände)
- Postkutsche und Wanderstab oder Merkwürdige Reisen Herrn Reinhards und seines Sohnes Theodor (1837)
- Die Verlorne (Roman, 1837)
- Zeitlosen (Novellen und Erzählungen, 1837, 2 Bände)
- Cyanen (Novellen und Erzählungen, 1838, 2 Bände)
- Erinnerungen aus meinem Leben, in kleinen Bildern... (1838, 2 Bände). Neuausgabe Hofenberg, Berlin 2017, ISBN 978-3-7437-0546-3.
- Zwei Veilchen (1838)
- Marat (Historischer Roman, 1838, 2 Bände)
- Octavia (Roman, 1838, 2 Bände)
- Vittoria (Roman, 1838, 3 Bände)
- Tycho de Brahe (Historischer Roman, 1839, 2 Bände)
- Christgabe (1839)
- Christliche Erzählungen (1839)
- Hundert kleine Geschichten. Das allerliebste Buch für gute kleine Kinder (1839)
- Die Rache oder Leineweber von Segovia (Historischer Roman, 1839, 2 Bände)
- Die Schlacht bei Hemmingstedt (Historischer Roman, 1840, 2 Bände)
- Der hinkende Teufel in Hamburg. Aus den Papieren eines Verstorbenen (1840, 2 Bände)
- Elegantes Geschenk zur Fest-, Namens- und Geburtstagsfeier. Zugleich ein Gedenk- und Erinnerungsbüchlein für Reisende am Rhein-, Main-, Mosel- und Neckarstrande (1841)
- Die erste Liebe eines Prinzen (Historischer Roman, 1841, 2 Bände)
- Gilles de Raiz ider Due Geheimnisse des Schlosses Tiffauges (Historischer Roman, 1841)
- Maria Stuart. Königin von Schottland. (1841)
- Pierre Vidal der Troubadour (Roman, 1841, 2 Bände)
- Aus Haß Liebe (Roman, 1842, 2 Bände)
- Myosotis (Erzählungen und Novellen, 1842, 2 Bände) Darin: Helene von Tournon. König Robert. Die Freundschaftsprobe. Peter Schöffer. Eine einfache Geschichte.
- Bilder aus dem Familienleben (1843, 2 Bände)
  - Der Vetter. Mutter und Sohn. (2 Erzählungen)
  - Die beiden Schwestern. Veronika. (2 Erzählungen)
- Robinson in Australien (1843) (Digitalisat). Neuausgabe Hofenberg, Berlin 2017, ISBN 978-3-7437-0544-9.
- Der bürgerliche Haushalt in seinem ganzen Umfange (1844). Darin: Die bürgerliche Kochkunst. Das Haus- und Wirtschaftsbuch.
- Die Jüdin (1844, 2 Bände)
- Polixena (Historischer Roman, 1844, 3 Bände)
- Tabitha von Geyersberg (Historischer Roman, 1845, 3 Bände)
- Der Prophet. Historischer Roman aus der Neuzeit Nord-Amerikas (1846, 3 Bände)
- Die Edelfrau von Kellingdorfen (Historischer Roman, 1847, 2 Bände)
- Das Majorat (Roman, 1850)
- Ferdinand und Isabella. Historischer Roman 1467-1474 (1851, 2 Bände)
- Der Prinz von Viana (Historischer Roman, 1853, 2 Bände) (Digitalisat Band 1), (Digitalisat Band 2).
- Die kleinen Waisen oder Gottesfügungen in Menschenschicksalen. Seitenstück zu Heinrich und Marie (1830) (1853)
- Die Holsteiner in Amerika (Erzählungen, 1858)

### Als Bearbeiterin/Übersetzerin
- Gran Tacano oder Leben und Taten eines Erzschelms. Komischer Roman, frei nach dem Spanischen des Quevedo (1826, 2 Bände)
- Erste Nahrung für Geist und Herz... Frei nach dem Englischen der Early Lessons von M. Edgeworth (1827, 4 Bände)
- Franz und Marie oder Die unglücklichen Kinder. Eine moralische Erzählung nach M. Edgeworth (1829)
- Jugendleben oder Franz und Rosamunde. Zwei moralische Erzählungen nach M. Edgeworth (1829)
- Die schönen Tage der Kindheit in lehrreichen und unterhaltenden Erzählungen. Nach dem Engl. der M. Edgeworth (1829)
- Trofolium. Drei auserlesene Erzählungen nach dem Französischen des A. de Vigny. (1835)

### In Mitarbeit
- Erzählungen (1820)
- Aurora (Erzählungen, 1839)

### Als Herausgeberin
- Henriette Freese: Erzählungen und kleine Romane (1826)
- Henriette Freese: Vier Erzählungen (1828)
- Iduna. Eine Zeitschrift für die Jugend beiderlei Geschlechts. ZDB-ID 1151509-0, (von 1831–1839)
- Sagenbibliothek oder Volkssagen, Legende und Märchen der freien Reichsstädte Hamburg, Lübeck, Bremen und deren Umgebungen, nach mündlichen Überlieferungen und alten Chroniken, 1832. (Neuauflage in 2 Bänden 1851)
- Album für Theater und Theater-Costüme (1842)
- Cornelia. Taschenbuch für deutsche Frauen auf das Jahr 1843. 28. Jg. 2te Folge, Gustav Georg Lange, Darmstadt, ZDB-ID 2636292-2, (Digitalisat)
- Cornelia. Taschenbuch für deutsche Frauen auf das Jahr 1844. 29. Jg. 2te Folge, Gustav Georg Lange, Darmstadt, ZDB-ID 2636292-2, (Digitalisat)